# Norderaußendeich
Norderaußendeich (auch Seefelderaußendeich) ist ein Ortsteil (Bauerschaft) von Seefeld in der Gemeinde Stadland in Niedersachsen.

## Geschichte
Das Seefelder Außendeichsland wurde 1591 bedeicht. Zu dieser Zeit herrschte der Oldenburger Graf Johann VII. über das Gebiet.

### Kapelle
Der lange Weg zur Schweier Kirche veranlasse die Bewohner Seefelderaußendeichs dazu eine Kapelle zu bauen. Das Gebäude ist für 1580 belegt. Der Pastor von Schwei veranstaltete hier gelegentlich Gottesdienste. Außerdem war hier ein Platz für Begräbnisse. Der Standort der Kapelle war höchstwahrscheinlich östlich vom Bau „Hedden“. Hier wurden auch Knochen und Grabsteine gefunden. Es wird ebenfalls vermutet, dass einige der Häuser „alte Balken der Kapelle“ verwenden. Ein ehemaliges Gasthaus mit dem Namen „Dünkirchen“ kann ebenfalls als Indiz für die Kapelle gewertet werden. Von der Kapelle führte ein Kirchpfad nach Schwei. Mit dem Bau der Seefelder Kirche 1675/76 hatte die Kapelle keine Funktion mehr.

### Schule
Im Jahr 1600 wird im Zusammenhang mit der Kapelle eine Schule in Seefelderaußendeich erwähnt. Der erste Lehrer taucht 1624 in den Akten auf. Mitte des 19. Jahrhunderts und 1913 gab es Schulneubauten. Im Jahr 1969 wurde die einklassige Schule aufgehoben.

### Verwaltungsgeschichte
Seefelderaußendeich war Bestandteil der Vogtei Schwei. Ursprünglich gehörte Seefelderaußendeich zur Bauerschaft Schweier Außendeich. 1581 war die Bauerschaft noch in Norder- und Süderaußendeich aufgegliedert, es gab hier bereits 30 Höfe. Von 1933 bis 1948 gehörte Seefelderaußendeich der Gemeinde Abbehausen an. Seit 1974 ist es Teil der Gemeinde Stadland.

## Demographie
| Jahr | Einwohner |
| ---- | --------- |
| 1817 | 298       |
| 1855 | 394       |
| 1925 | 272       |
| 1939 | 245       |
| 1946 | 270       |
| 1950 | 293       |
| 1961 | 168       |
| 1970 | 134       |